# Kambodschanische Badmintonmeisterschaft 1968
Die Kambodschanische Badmintonmeisterschaft 1968 fand in Phnom Penh statt. Es war die elfte Austragung der nationalen Titelkämpfe von Kambodscha im Badminton.

## Titelträger
| Disziplin    | Sieger              |
| ------------ | ------------------- |
| Herreneinzel | Mak Kim San         |
| Dameneinzel  | Thi Do My Lan       |
| Herrendoppel | Bé Sabin Chhun Séna |
| Damendoppel  | nicht ausgetragen   |
| Mixed        | nicht ausgetragen   |